# Тарзиј (Васлуј)
Тарзиј (рум. Târzii) насеље је у Румунији у округу Васлуј у општини Олтенешти. Oпштина се налази на надморској висини од 121 m.

## Становништво
Према подацима из 2002. године у насељу је живело 1145 становника, од којих су сви румунске националности.